# 刘和民
刘和民（1921年—2010年），男，奉天（今辽宁）开原人，中国日语语言学家、翻译家，曾任大连外国语学院教授。